# Christmas in Vienna
Christmas in Vienna ist eine Konzertveranstaltung in Wien. Sie findet seit 1992 regelmäßig in der Vorweihnachtszeit statt. 

## Geschichte
Die Veranstaltung fand ursprünglich jeweils an anderen Orten in Wien statt, ist mittlerweile aber fix im Wiener Konzerthaus verankert.
Der Großteil der Solisten wechselt jedes Jahr, als fester Bestandteil gelten das Radio-Symphonieorchester Wien, die Wiener Singakademie und die St. Florianer Sängerknaben bzw. die Wiener Sängerknaben.
Bekannte Sänger und Sängerinnen, die schon länger an dem Konzert teilnehmen sind beispielsweise Plácido Domingo oder José Carreras.
Von 1992 bis 2000 wirkten die Gumpoldskirchner Spatzen (auch bekannt als der Wiener Opernkinderchor) mit, die Aufnahmen dieser Konzerte wurden jeweils bei Sony Music veröffentlicht. In den Jahren 2001 und 2002 fand kein Konzert statt.
2020 wurde die Veranstaltung im Konzerthaus aufgrund der COVID-19-Pandemie abgesagt, von ORF und Arte wurde stattdessen eine Fernseh-Spezialausgabe Christmas in Vienna – Family Edition mit Camilla Nylund, Angelika Kirchschlager, Thomas Hampson, Luca Pisaroni und Saimir Pirgu mit den Wiener Sängerknaben aus dem Hotel Sacher präsentiert. Auch 2021 wurde die Veranstaltung aufgrund der Pandemie abgesagt.

## Solisten
- 1992: Plácido Domingo, Diana Ross, José Carreras
- 1993: Plácido Domingo, Dionne Warwick
- 1994: Plácido Domingo, Sissel Kyrkjebø, Charles Aznavour
- 1995: Plácido Domingo, Natalie Cole, José Carreras
- 1996: Plácido Domingo, Ying Huang, Michael Bolton
- 1997: Plácido Domingo, Sarah Brightman, Helmut Lotti, Riccardo Cocciante
- 1998: Plácido Domingo, Patricia Kaas, Alejandro Fernandez
- 1999: Plácido Domingo, Luciano Pavarotti, José Carreras
- 2000: Plácido Domingo, Tony Bennett, Charlotte Church, Vanessa Williams
- 2001, 2002: kein Konzert
- 2003: Ildikó Raimondi, Herbert Lippert
- 2004: Ildiko Raimondi, Keith Ikaia Purdy, Adrian Eröd
- 2005: Thomas Hampson, Ildiko Raimondi, Toni Stricker
- 2006: Juan Diego Flórez, Grace Bumbry, Annely Peebo, Adrian Eröd
- 2007: Elīna Garanča, José Cura, Eteri Lamoris, Paul Edelmann
- 2008: Elīna Garanča, Juan Diego Flórez, Genia Kühmeier, Paul Edelmann
- 2009: José Cura, Bernarda Fink, Tamar Iveri, Boaz Daniel
- 2010: Genia Kühmeier, Elisabeth Kulman, Dmitry Korchak, Bo Skovhus
- 2011: Angela Denoke, Liliana Nikiteanu, Herbert Lippert, Paul A. Edelmann
- 2012: Julia Novikova, Sophie Koch, Piotr Beczała, Bo Skovhus
- 2013: Angelika Kirchschlager, Ursula Langmayr, Joel Prieto, Luca Pisaroni
- 2014: Natalia Ushakova, Vesselina Kasarova, Dmitry Korchak, Artur Ruciński
- 2015: Valentina Naforniță, Angelika Kirchschlager, Piotr Beczala, Artur Rucinski
- 2016: Angela Denoke, Vesselina Kasarova, Noah Stewart, Günter Haumer
- 2017: Olga Peretyatko, Anne Sofie von Otter, Juan Diego Flórez, Günter Haumer
- 2018: Valentina Naforniță, Angela Denoke, Carlos Osuna, Adrian Eröd, José Feliciano, Dirigent Christian Arming
- 2019: Beate Ritter, Marianne Crebassa, Michael Schade, Bo Skovhus; Dirigent: Sascha Goetzel
- 2020 und 2021: aufgrund der COVID-19-Pandemie abgesagt[2][3]
- 2022: Miriam Kutrowatz (für die erkrankte Katharina Konradi), Jamie Barton und Vincent Schirrmacher (für den erkrankten Rolando Villazón), BartolomeyBittmann, ORF Radio-Symphonieorchester Wien unter Claire Levacher, Maria Happel , Wiener Sängerknaben, Wiener Singakademie, Kinder- und Jugendchor Superar[4]
- 2023: Joyce DiDonato, Lawrence Brownlee, Patricia Petibon, Maria Ma, Anita Monserrat, Nikita Ivasechko, Johannes Silberschneider, Wiener Chormädchen, Wiener Sängerknaben, Wiener Singakademie, ORF Radio-Symphonieorchester Wien; Dirigentin Claire Levacher[5][6]
- 2024: Magdalena Kožená, Jonathan Tetelman, Erwin Schrott, Stefan Jürgens, Wiener Sängerknaben, Wiener Singakademie, ORF Radio-Symphonieorchester Wien unter Claire Levacher[7]